# The Fear of Fear
The Fear of Fear (englisch Die Angst vor der Angst) ist die vierte EP der kanadischen Metal-Band Spiritbox. Sie wurde am 3. November 2023 über Rise Records veröffentlicht. Das Lied Jaded wurde bei den Grammy Awards 2024 in der Kategorie Best Metal Performance nominiert. Ein Jahr später erhielt das Lied Cellar Door eine Nominierung in der gleichen Kategorie. Bei den Juno Awards 2025 wurde die EP in der Kategorie Metal/Hard Music Album of the Year nominiert.

## Entstehung
Im April 2022 erklärte Sängerin Courtney LaPlante gegenüber dem britischen Magazin Kerrang!, dass die Band bereits acht neue Lieder geschrieben habe. Diese würden sich sehr von denen des Debütalbums Eternal Blue unterscheiden. Auch wenn sie befürchtet, das manche Menschen die Lieder hassen werden wäre sie sehr aufgeregt. Die Lieder würden bei ihr das Gefühl wecken, schnell mit einem Auto durch die Gegend zu fahren, obwohl sie keinen Führerschein hat. Hinsichtlich ihrer Texte erklärte Courtney LaPlante gegenüber dem New Musical Express, dass es sich für sie zunehmend angenehmer fühlt, in den Texten wortgetreuer zu sein. Zwar wäre „sicherer, sich hinter Metaphern zu verstecken“, jedoch wäre dies auch „anmaßender“. Beim Schreiben der Texte ließ sie sich von Künstlern wie PinkPantheress und Remi Wolf inspirieren.
The Fear of Fear wurde im Januar 2023 aufgenommen und von Daniel Braunstein produziert, während Gitarrist Mike Stringer als Co-Produzent wirkte. Die EP wurde von Zakk Cervini gemischt und gemastert. The Fear of Fear ist die erste Veröffentlichung von Spiritbox, auf der der neue Bassist Josh Gilbert zu hören ist. Gilbert steuerte für die EP auch Begleitgesänge bei. Die erste Single The Void erschien am 10. April 2023. Am 25. August 2023 folgte die zweite Single Jaded sowie die Ankündigung der EP. Die dritte Single Cellar Door wurde am 13. Oktober 2023 veröffentlicht. Am Tag der EP-Veröffentlichung wurden noch die Musikvideos für die Lieder Ultraviolet und Angel Eyes veröffentlicht. Wegen Problemen beim Hersteller musste die Veröffentlichung der Vinyl-Versionen der EP auf unbestimmte Zeit verschoben werden.

## Hintergrund
The Fear of Fear ist eine lose Konzept-EP. Laut der Sängerin Courtney LaPlante erzählt sie die Geschichte einer Person, die sich mit ihrem Schicksal versöhnt und dem Gefühl der Kraftlosigkeit, die mit einer existenziellen Krise einhergeht. LaPlante fühlte sich selbst „schlecht“ dabei, aufgeregt über die Veröffentlichung einer so „dunklen“ EP zu sein. Das textliche Konzept stand, bevor die Musik geschrieben wurde. Ihre Texte wären erneut sehr persönlich.

„Jedes Mal, wenn ich etwas schreibe, wird es eine Autobiografie. Manchmal ist es eine unterbewusste Sache und du merkst erst, wenn das Lied fertig ist, dass du über Depression oder Ängste geschrieben hast.“

Das Lied The Void wurde vom japanischen Manga-Zeichner Junji Itō inspiriert und handelt von dem Zwang mancher Menschen, von einem hohen Punkt in die Tiefe springen zu müssen.

## Rezeption

### Rezensionen
Annika Eichstädt vom deutschen Magazin Metal Hammer schrieb, dass Spiritbox „die Musikwelt verwöhnen würden“. Die sechs Songs „würden für sich überzeugen“ und Jaded sei „einer der besten Titel der noch jungen Karriere“. Eichstädt vergab sechs von sieben Punkten. Laut Timon Krause vom deutschen Onlinemagazin Powermetal.de hat sich die Band den „Status als neu aufgehender Stern im Metal-Zirkus wohlverdient“, da sie „die Fähigkeit besitzt, Progressives, Vernichtendes und betörend Schönes auf Hitdichte zu komprimieren“. Jaded und Cellar Door wären „Kandidaten für den Song des Jahres“.

### Chartplatzierungen
| ChartsChartplatzierungen            | Höchstplatzierung | Wochen |
| ----------------------------------- | ----------------- | ------ |
| Vereinigte Staaten (Billboard)      | 116 (1 Wo.)       | 1      |
| Vereinigte Staaten (Billboard Rock) | 20 (1 Wo.)        | 1      |

## Bestenlisten
| Publikation | Liste                                    | Werk             | Platz    |
| ----------- | ---------------------------------------- | ---------------- | -------- |
| Loudwire    | The 30 Best Rock + Metal Songs of 2023 a | The Void         | J [ 12 ] |
| Revolver    | 30 Best Albums of 2023                   | The Fear of Fear | 5        |